# Dolmen de Tauzat
Le dolmen de Tauzat, ou Pierre Levée de Thauzac (orthographié aussi Tauzac ou Thauzac), est un dolmen situé sur la commune de Massignac dans le département de la Charente, en France. 

## Historique
Le dolmen de Tauzat a été classé monument historique par arrêté du 18 septembre 1929.

## Description
Il est situé dans un champ en bordure de la D.13 à 2 km à l'ouest du bourg de Massignac, au lieu-dit les Landes de Thauzac.
Le dolmen ouvre au sud-est. La chambre quadrangulaire est délimitée par cinq piliers qui se sont effondrés sous le poids de la table de couverture qui mesure 3,60 m de long sur 3,20 m de large pour une épaisseur de 1,30 m.

## Folklore
Une légende rapporte que la pierre tremble quand la cloche de l'église sonne.